# Torbjörn Rosengren
Torbjörn Rosengren, född 8 april 1976 i Boden, är en svensk före detta professionell ishockeymålvakt.
När Rosengren spelade för Arvika HC i Division 1 under säsongen 1999/2000, gick laget till Västra kvalserien till Allsvenskan, där laget slutade 3:a i tabellen och gick inte vidare till Allsvenskan i ishockey.